# Penaia Ganilau
Penaia Ganilau (ur. 28 lipca 1918 na Taveuni, zm. 15 grudnia 1993 w Waszyngtonie, USA) – fidżyjski polityk.

## Życiorys
Studiował m.in. na uniwersytecie oksfordzkim. Od 1937 pracował w administracji kolonialnej na Fidżi; w czasie II wojny światowej służył jako oficer w siłach zbrojnych Fidżi pod dowództwem Brytyjczyków. Po wojnie przez kilka lat ponownie w administracji cywilnej, od 1953 w armii (doszedł do stanowiska dowódcy batalionu).
Był członkiem Rady Zarządu Fidżi, od 1965 ministrem ds. Fidżi, a od 1967 (po reformie administracji) członkiem ścisłego gabinetu pod kierownictwem Kamisese Mary. Po proklamowaniu niepodległości w 1970 minister kilku resortów w rządzie Mary, od 1973 wicepremier.
Od 12 lutego 1983 był ostatnim gubernatorem generalnym Fidżi, reprezentantem królowej brytyjskiej Elżbiety II (zastąpił na tym stanowisku Ratu Sir George Cakobau). Odmówił ustąpienia po pierwszym zamachu stanu pułkownika Rabuki w maju 1987, dążył do załagodzenia sytuacji; zrezygnował ostatecznie po drugim przewrocie Rabuki w październiku t.r.
5 grudnia 1987 został zaprzysiężony jako pierwszy prezydent republiki Fidżi; doprowadził do przyjęcia konstytucji w 1990 oraz pierwszych od 1987 wyborów parlamentarnych (1992).
Przez ostatnie dwa lata życia ciężko chorował i w obowiązkach prezydenta zastępował go wiceprezydent, Kamisese Mara.
Czołowym politykiem Fidżi został także jego syn, Epeli Ganilau (żonaty z córką Kamisese Mary).